# Tombes des géants de Madau
Les tombes des géants de Madau sont un site archéologique nuragique situé dans la commune de Fonni, dans la province de Nuoro, en Sardaigne, en Italie. Il fait partie des 31 sites nuragiques sardes candidats à l'inscription au Patrimoine mondial de l'UNESCO, sélectionnés et présentés par la fondation Barumini, l'association La Sardaigne vers l'UNESCO et la région Sarde,.

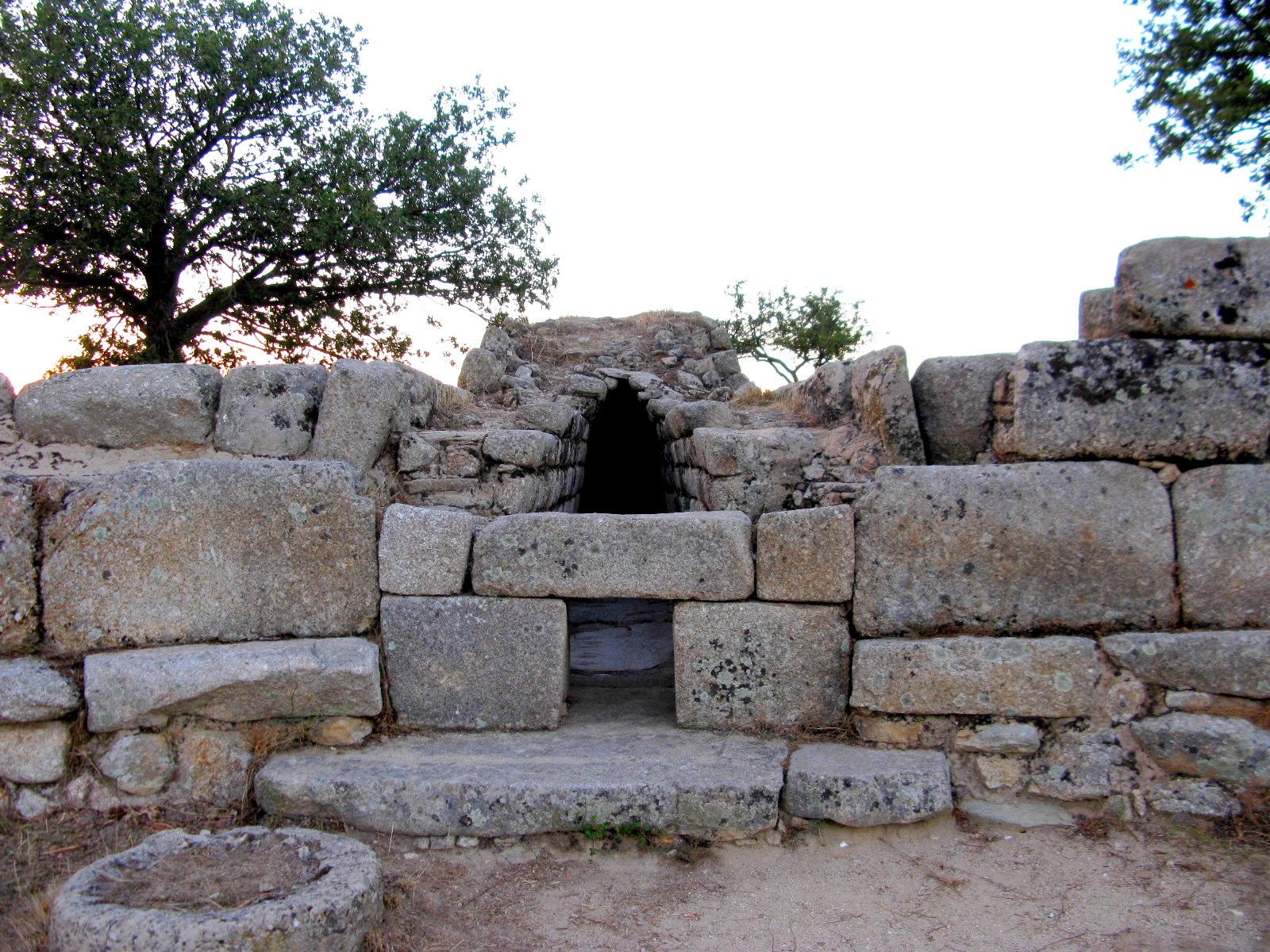
Gros plan sur le centre de la façade

## Situation
Le site se trouve à 1 118 m d'altitude, sur la route de Pratobello au Passo di Caravai, dans la partie sud du plateau, près du hameau de Pratobello, dans la commune de Fonni. La nécropole de l'Âge du bronze est composée de quatre tombes des géants voisines, alignées avec celle d'Arcu Corr'e Boi.

## Description
Les tombes des géants de Madau appartiennent au type le plus récent, avec façade en pierres de taille.
Ces tombes nuragiques se déclinent en effet en deux variantes :
- Les systèmes à stèles-portails et exèdres appartiennent au type le plus ancien.
- Les structures ultérieures ont une exèdre qui se compose d'une façade en pierres de taille constituée de blocs de pierre travaillés et superposés, considérablement surélevée au milieu, au lieu de stèles monolithiques.

Les deux tombes les plus proches de la route sont fortement endommagées. L'une d'elles possède une paroi arrière de chambre recouverte de vasques.
La troisième tombe, la plus grande du groupe, mesure environ 22 mètres de long et possède un parvis de 24 mètres de large. En partie recouverte par un tumulus composé de plusieurs couches de terre, la galerie en porte-à-faux mesure neuf mètres de long.
La façade en pierres de la quatrième tombe masque celle à stèle monolithique d'une tombe des géants plus ancienne (dite  « tombe orthostatique »). La chambre est couverte par une voute en porte-à-faux et un couvercle de linteau. Devant la façade se trouvent une cheminée et un bol rond en pierre.

## Vestiges archéologiques
Parmi les découvertes issues des fouilles figurent un bracelet en bronze, de nombreux tessons de récipients en terre cuite, des formes en céramique des XIVe / XIIIe siècle av. J.-C., quelques petits baityloi en trachyte, et plus d'une douzaine de perles de rivière en verre de différentes couleurs et formes.

## Alentours
Le village nuragique de Gremanu se trouve à proximité.